# Neoarius midgleyi
Neoarius midgleyi es una especie de pez de la familia Ariidae en el orden de los Siluriformes.

## Morfología
• Los machos pueden llegar alcanzar los 140 cm de longitud total.

## Distribución geográfica
Se encuentra al norte de Australia.